# النسر الأمريكي من البلاديوم
عملة النسر الأمريكي من البلاديوم هي العملة الرسمية المصنوعة من سبائك البلاديوم للولايات المتحدة. تبلغ القيمة الاسمية لكل عملة 25 دولارًا وتتكون من 99.95% من البلاديوم النقي، مع وزن فعلي من البلاديوم يبلغ 1 أونصة تروي.

## تاريخ
أُقِر إصدار نسر البلاديوم بموجب قانون عملة النسر الأمريكي من البلاديوم لعام 2010 والذي أصبح القانون العام رقم 111-303 الذي أُقِر خلال الدورة 111 للكونغرس الأمريكي في ديسمبر 2010 ووقع عليه الرئيس باراك أوباما.
يعتمد تصميم الوجه الخلفي لعملة نسر البلاديوم على تصميم ميدالية المعهد الأمريكي للمهندسين المعماريين (AIA) الذي صممه وينمان عام 1907.   وقد وَجَّه الدار للحصول على دراسة مستقلة حول ما إذا كان الطلب في السوق كافياً لتبرير إصدار القطعة؛ وقد ألغت الدار عقدها الأول لإجراء مثل هذه الدراسة بعد أن علمت أن الشركة المتعاقدة لها علاقات بصناعة البلاديوم.  مُنِح العقد مجدداً لمجموعة CPM التي يقع مقرها في نيويورك، والتي أجرت الأبحاث اللازمة بين مايو ويوليو 2012.  في 1 مارس, 2013 ، قدمت دار سك العملة تقريراً إلى الكونجرس استناداً إلى الدراسة، حيث وجدت أن الطلب على الأرجح لن يكون كافياً لدعم سوق عملات السبائك البلاديوم.[بحاجة لمصدر]
أُصدرت نسخة سبائك بيعت مباشرة إلى المشترين المعتمدين من دار سك العملة الأمريكية في 25 سبتمبر 2017  وأُصدرت نسخة تجريبية بسعر 1387.50 دولارًا في 6 سبتمبر 2018. وقد لاقى كلا العرضين استجابة قوية؛ حيث بيعت نسخة السبائك لعام 2017 في يوم الإصدار، وفي غضون خمس دقائق، عُلِّقت مبيعات الإصدار الإثباتي لعام 2018 في انتظار التحقق من 14,782 من أصل 15,000 طلب أقصى. كانت مبيعات السوق الثانوية للنسخة التجريبية قوية أيضًا في 6 سبتمبر مع بيع العديد من القوائم بمبلغ 600 دولار أمريكي فوق سعر الطلب في الدار.  أُصدرت نسخة عكسية لعام 2019 في 12 سبتمبر 2019. 
حُددت كمية سك الإصدار الاستثماري لعام 2017 والإصدار الإثباتي لعام 2018 بحجم أقصى يبلغ 15,000 قطعة لكل منهما، في حين قُيد إصدار معكوس الإثبات لعام 2019 بحد أقصى يبلغ 30,000 قطعة.
| أرقام سك عملة النسر الأمريكي البلاديوم: | أرقام سك عملة النسر الأمريكي البلاديوم: | أرقام سك عملة النسر الأمريكي البلاديوم: | أرقام سك عملة النسر الأمريكي البلاديوم: | أرقام سك عملة النسر الأمريكي البلاديوم: | أرقام سك عملة النسر الأمريكي البلاديوم: |
| السنة/علامة السك                        | الحد الأقصى للسك                        | السك                                    | السك                                    | السك                                    | السك                                    |
| السنة/علامة السك                        | الحد الأقصى للسك                        | الإصدار السبائكي/غير متداول             | اللإصدار الإثباتي                       | اللإصدار الإثباتي العكسي                | إجمالي المبيعات                         |
| --------------------------------------- | --------------------------------------- | --------------------------------------- | --------------------------------------- | --------------------------------------- | --------------------------------------- |
| 2017                                    | 15,000                                  | 15,000                                  | -                                       | -                                       | 15,000                                  |
| 2018-W                                  | 15,000                                  | -                                       | 14,986                                  | -                                       | 14,986                                  |
| 2019-W                                  | 30,000                                  | -                                       | -                                       | غير معروف                               | 18,775                                  |
| 2020-W                                  | 10,000                                  | غير معروف                               | -                                       | -                                       | 9,742                                   |
| 2021-W                                  | 12,000                                  | -                                       | غير معروف                               | -                                       | 5,170                                   |
| 2021                                    | 8,700                                   | 8,700                                   | -                                       | -                                       | 8,700                                   |
| 2022-W                                  | 7,500                                   | -                                       | -                                       | غير معروف                               | 7,359                                   |
| 2023-W                                  | 6,000                                   | -                                       | -                                       | -                                       | غير معروف                               |
| المجموع                                 | 104,200                                 | 23,700+                                 | 14,986+                                 | غير معروف                               | 79,724                                  |

## روابط خارجية
عملات أمريكان إيجل المصنوعة من سبائك البلاديوم وعملات معدنية تذكارية - دار سك العملة الأمريكية